# Kanno Sugako
Kanno Sugako (idioma japonés: 管野須賀子, también llamada Kanno Suga; Osaka, 7 de junio de 1881- Ichigaya, 25 de enero de 1911) fue una anarco-feminista japonesa, de profesión periodista. Escribió una serie de artículos acerca de opresión de género y fue una defensora de la igualdad de derechos entre hombres y mujeres.
En 1910, fue acusada de traición por el gobierno japonés por su supuesto involucramiento en lo que fue llamado el Caso Kōtoku, cuyo objetivo era el asesinato del Emperador Meiji. Fue la primera mujer con el estatus de presa política que fue ejecutada en la historia moderna de Japón.

## Biografía
Kanno Sugako nació en Osaka 
y perdió a su madre a los diez años de edad. Su padre se volvió a casar al poco tiempo, y ella sufrió el maltrato de su madrastra. Fue violada a los quince años y su primer contacto con el socialismo fue al leer un ensayo sobre víctimas de abuso sexual. A los diecisiete años se casó con un hombre proveniente de una familia de comerciantes de Tokio a fin de escapar del maltrato que sufría en su hogar. No volvería a Osaka hasta 1902.
Kanno comenzó a escribir en una revista y se involucró con un movimiento de mujeres cristianas contra el sistema de prostíbulos legales. Con el inicio de la guerra ruso-japonesa, se unió al movimiento pacifista socialista-cristiano y en 1906 comenzó a dirigir un periódico en la provincia de Wakayama. En esa época comenzó una relación con el líder socialista Kanson Arahata (1887–1981).
Luego de regresar a Tokio participó en un manifiesto anarquista cuyos líderes fueron arrestados en el llamado Incidente de la Bandera Roja, en junio de 1908. Mientras visitaba amigos en prisión fue arrestada. Luego de su liberación, dos meses más tarde, conoció al anarquista Shūsui Kōtoku (1871–1911). Juntos comenzaron a publicar un periódico anarquista que fue prohibido por las autoridades. Poco después, Kanno fue arrestada nuevamente.

## El caso Kōtoku
En su diario de prisión, Kanno señala que los cambios no se producirían a través de canales pacíficos luego del Incidente de la Bandera Roja. Luego de que tanto ella como sus compañeros fueran arrestados, llegó a la conclusión de que era necesaria una revolución violenta. Junto a su amante y otros dos anarquistas planearon el asesinato del Emperador. Takichi Miyashita decidió utilizar explosivos para ese fin, y le pidieron a un camarada, Shimizu Taichiro, que almacenara la bomba, pero este decidió dar aviso a la policía.
Junto a otras 23 personas, Kanno fue sentenciada a muerte y colgada el 24 de enero de 1911. El método de su ejecución fue particularmente brutal: "...le ordenaron que se sentara en el suelo. Dos cuerdas muy finas fueron colocadas alrededor de su cuello. La placa del suelo fue removida. En doce minutos estaba muerta".

## Legado
Su vida inspiró la obra Kaiki Shoku (Eclipse), producida por la compañía de teatro Aono Jikken Ensemble y escrita por William Satake Blauvelt.